# Maton Musical Instruments

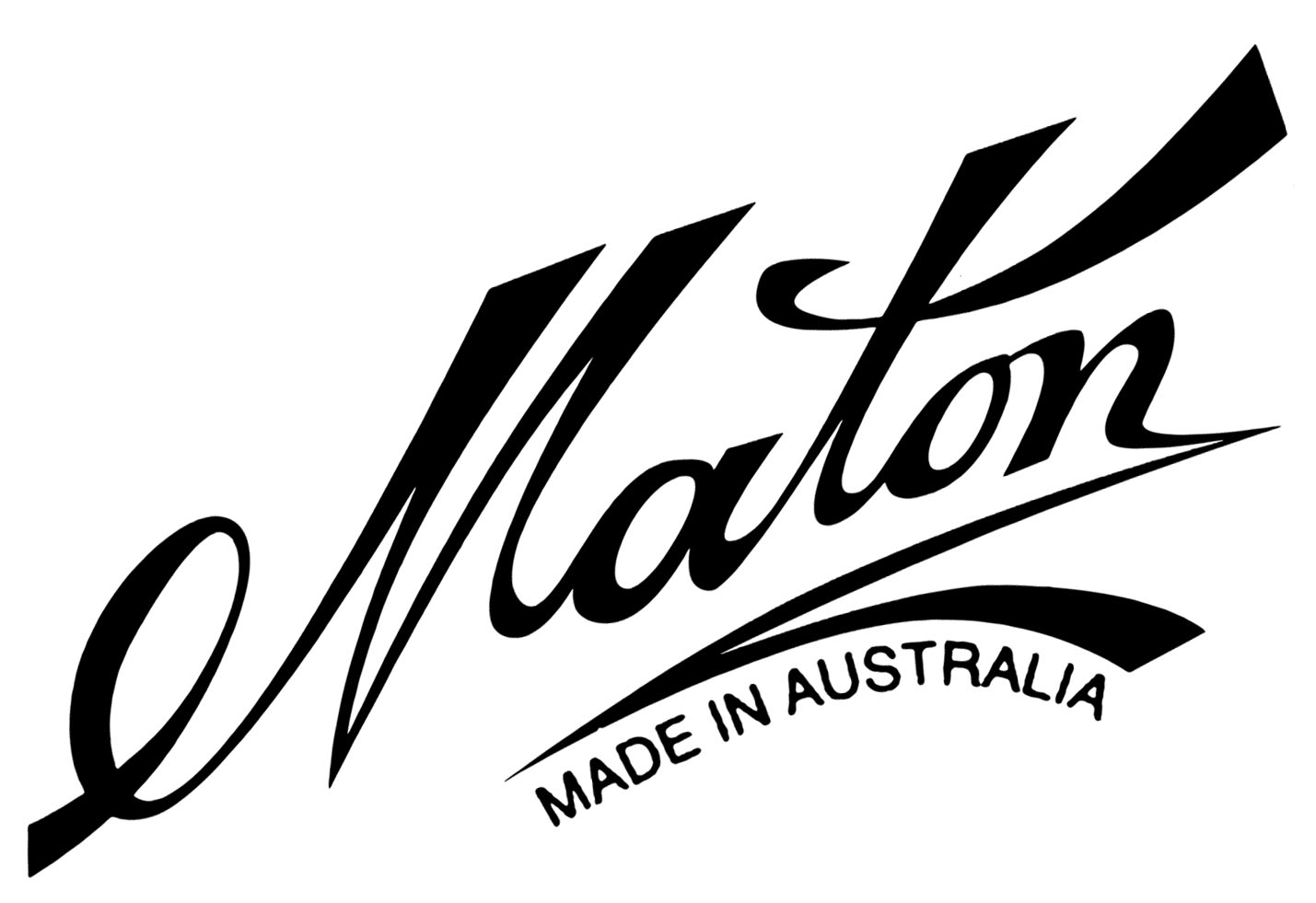
Heutiges Logo der Firma Maton

Maton ist ein australischer Hersteller von Gitarren und anderen bundierten Saiteninstrumenten.
Die Firma wurde im Jahre 1946 als Maton Musical Instruments Company von Bill May und seinem Bruder Reg gegründet. Reg war Tischler und Bill Jazz-Musiker sowie Instrumentenreparateur, und er hatte ebenfalls Erfahrungen im Umgang mit Hölzern. Bill führte außerdem seit einigen Jahren ein Geschäft für Reparaturen und personalisierten Gitarrenbau.
Der Name Maton setzt sich aus den englischen Wörtern May und Tone zusammen.

## Geschichte

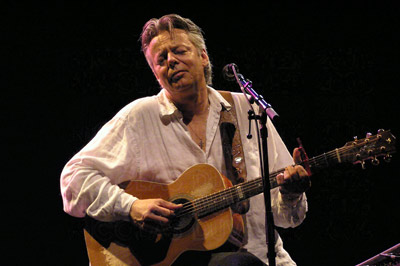
Tommy Emmanuel mit „Mouse“ – seiner Maton EBG 808, Frankreich 2006

Zu Beginn produzierte Maton hochqualitative Instrumente für Studenten und professionelle Musiker mit dem Ziel, ein gutes Preis-Leistungs-Verhältnis zu bieten. Außerdem experimentierte die Firma mit dem Gebrauch australischer Hölzer. Im Jahre 1960 begann man mit dem Bau von elektrischen Instrumenten und Verstärkern unter dem Namen Magnetone.
Maton etablierte sich früh in der australischen Rockszene in den späten Fünfzigern. Dazu trug der hohe Preis von importierten Instrumenten bei. Maton-Gitarren wurden von vielen bekannten australischen Rock- und Popgruppen gespielt, unter anderem Col Joye & The Joy Boys. Das Unternehmen sponserte außerdem als erster australischer Hersteller von Instrumenten die Band The Strangers aus Melbourne mit einem vollen Set der unverwechselbaren El Toro-Gitarren bzw. Bässen während die Gruppe in der Mitte der 1960er Jahre in der Fernsehshow The Go!! Show auftrat.
Heute werden E-Gitarren von Maton u. a. von Josh Homme, Gitarrist und Sänger von Queens of the Stage Age und Them Crooked Vultures, eingesetzt. Die Akustikgitarren sind besonders bei Fingerstyle-Gitarristen beliebt. Der australische Gitarrist Tommy Emmanuel ist der bekannteste Vertreter dieses Genres. Er spielt eine ganze Reihe verschiedener Maton-Gitarren und hat seit Mitte der 90er Jahre entscheidend zur Popularität der Marke beigetragen.